# Mato
Pour les articles homonymes, voir Mato (homonymie).
Le mato (ou nenaya ou nengaya ou nineia) est une des langues ngero-vitiaz, parlée par 580 locuteurs, dans la province de Morobe en Papouasie-Nouvelle-Guinée, côte nord de la péninsule Huon, près de la frontière entre les provinces de Madang et de Morobe. Il est proche à 67 % avec le ronji et comprend deux dialectes, le bonea et le nanaya. C'est une langue SVO.